# Xã Independence, Quận Palo Alto, Iowa
Xã Independence (tiếng Anh: Independence Township) là một xã thuộc quận Palo Alto, tiểu bang Iowa, Hoa Kỳ. Năm 2010, dân số của xã này là 129 người.